# Cserkészés
A cserkészés (cserkelés, cserkészet) a nagyvad vadászatának a lesvadászat melletti fő módja. A cserkészés során a vadász csendesen jut a vad közelébe. A cserkészés rövid lesek sorozata, ami azt jelenti, hogy a vadász haladása közben gyakran megáll és a belátható területet gondosan átnézi. A vadász akkor eredményes, ha hamarabb veszi észre a vadat, mint az őt, és így annak közelébe férkőzve halálos lövéshez juthat.